# Pellegrino di Auxerre
Pellegrino (... – Auxerre, 16 maggio III secolo) è considerato protovescovo di Auxerre nel III secolo, venerato come santo dalla Chiesa cattolica.

## Biografia
La diocesi di Auxerre conserva un antico testo, le Gesta pontificum Autissiodorensium, databile alla fine del IX secolo e composto sullo stile del Liber pontificalis della Chiesa di Roma, nel quale Pellegrino è indicato come il primo vescovo e fondatore della Chiesa di Auxerre. Di san Pellegrino esiste anche una Vita scritta verso il VII secolo; il suo nome è iscritto ancora in un antico calendario dei santi di Auxerre del VI secolo, che fu integrato nel martirologio geronimiano, verso la fine dello stesso secolo, molto probabilmente a Auxerre ad opera del vescovo Aunacario.
Secondo la Vita, Pellegrino, appartenente al clero di Roma, fu inviato in Gallia da papa Sisto II (257-258), che lo consacrò vescovo. Fermatosi ad Autricus, odierna Auxerre, convertì molti pagani. Rifiutatosi di sacrificare agli idoli, fu imprigionato a Bougiacus, oggi Bouhy, sottoposto a torture ed infine decapitato. Altri autori invece pongono l'invio in Gallia di Pellegrino durante il papato di Sisto III (432-440), cosa dunque che porrebbe il suo episcopato a metà circa del V secolo. In questo caso, secondo Viard, «Pellegrino predicò il vangelo nel territorio di Auxerre, quindi nella Puisaye e fu messo a morte in odio a Cristo durante un tumulto delle popolazioni rurali già sotto gli imperatori cristiani».
Secondo il Liber pontificalis, durante il papato di Leone III (795-816), fu costruita a Roma la chiesa di San Pellegrino, dedicata al protovescovo di Auxerre. Prima del IX secolo le sue reliquie, conservate a Bouhy, furono trasferite nella città episcopale.
L'odierno Martirologio Romano, riformato a norma dei decreti del concilio Vaticano II, fa memoria del santo vescovo il 16 maggio con queste parole: